# Březí (Žinkovy)
Březí (německy Seslas, Bries) je vesnice, část městyse Žinkovy v okrese Plzeň-jih v Plzeňském kraji. Nachází se asi 2,5 kilometru severozápadně od Žinkov. Březí leží v katastrálním území Březí u Žinkov o rozloze 4,58 km².

## Historie
První písemná zmínka o vesnici pochází z roku 1379. V lihovaru v části Žinkovice, ve kterém se od roku 1899 do roku 1950 vyráběl líh z brambor, bylo otevřeno Muzeum krojů a připravuje se expozice zapomenutých řemesel.

## Obyvatelstvo
| Rok            | 1869 | 1880 | 1890 | 1900 | 1910 | 1921 | 1930 | 1950 | 1961 | 1970 | 1980 | 1991 | 2001 | 2011 | 2021 |
| -------------- | ---- | ---- | ---- | ---- | ---- | ---- | ---- | ---- | ---- | ---- | ---- | ---- | ---- | ---- | ---- |
| Počet obyvatel | 354  | 404  | 334  | 372  | 364  | 318  | 297  | 306  | 299  | 251  | 208  | 177  | 151  | 155  | 147  |
| Počet domů     | 36   | 38   | 40   | 44   | 52   | 55   | 60   | 73   | 69   | 65   | 66   | 70   | 71   | 70   | 71   |

## Obecní správa
Při sčítání lidu v letech 1850–1963 Březí bylo samostatnou obcí, se kterým patřilo nejprve do okresu Přeštice, ale v roce 1950 v okrese Blovice. Od roku 1964 je částí městyse Žinkovy v okrese Plzeň-jih.

## Pamětihodnosti
- Kaple svatého Václava